# Первомайское (Северный район)
Первомайское — упразднённое село в Северном районе Оренбургской области России. Ныне урочище Первомайское (Новомертовка) на территории Каменногорского сельсовета.
Сохранилась церковь — объект культурного наследия регионального значения.

## Название
Первоначально именовалась сельцо Новополье.
Ойконим Новая Мертовщина (Новомёртовка, Новая Мертовка) параллелен ойкониму Старая Мертовщина (Старая Мертовка; в советское время — Каменногорское). Ойконим Мертовщина (вариант: Мертовка) по фамилии владельца помещика Мертваго.
С построением каменной церкви в 1808 году во имя Архангела Михаила сельцо стало именоваться село Михайловское, Ново-Мертовщина тож, Новая Мертовщина.

## История
Основано в 1736 году как владельческое сельцо. Первопоселенцами были крепостные крестьяне рода Мертваго, переселенные из Княгининского уезда Нижегородской губернии. Позже в село прибыли выходцы из села Александрово, Сергачского уезда Нижегородской губернии, а также из сёл Мурзицы и Скучиха. Небольшое количество жителей было переселено из населенного пункта Мертовщина, Симбирской губернии.

## Достопримечательности
На территории села находилась Михайло-Архангельская церковь 1809 года постройки. Выполнена в стиле классицизма с элементами барокко, имеет каменную колокольню и один престол, освящённый во имя Архистратига Михаила. Построена на средства отставного коллежского советника Стефана Борисовича Мёртвого (Мертваго).
В настоящее время у Михаило-Архангельской церкви разрушены свод и кровля трапезной, шпиль колокольни и главка основного объёма, три колонны портиков южного и северного фасадов. Утрачена значительная часть штукатурного слоя фасадов, иконостас, настенная живопись, за исключением небольших фрагментов.
Согласно Постановлению Законодательного Собрания Оренбургской области от 16 сентября 1998 года и приказу Министерства культуры Российской Федерации от 29 декабря 2015 года, церковь является объектом культурного наследия регионального значения.